# Восточная Канада

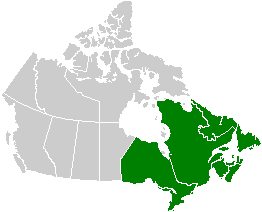
Восточная Канада, определенная с политической точки зрения

Восточная Канада — один из крупнейших экономико-географических регионов внутри Канады, включающий в себя все провинции, расположенные к востоку от провинции Манитоба. В отличие от Западной Канады, восточные регионы страны отличаются более древней историей, классическим восприятием европейской культуры в её британском или французском вариантах, более высокой численностью и плотностью населения, более либеральными и демократическими взглядами на различные ценности, большим распространением французского языка и франко-английского двуязычия.

## Состав
В состав Восточной Канады традиционно включают (в скобках — дата образования провинции):
- Онтарио (1 июля 1867)
- Квебек (1 июля 1867)
- Нью-Брансуик (1 июля 1867)
- Новая Шотландия (1 июля 1867)
- Остров Принца Эдуарда (1 июля 1873)
- Ньюфаундленд и Лабрадор (31 марта 1949)

## Население
Первые европейцы (Жак Картье) появились в регионе ещё в 1534 году. XVII-XX столетия стали периодом интенсивной европейской иммиграции и вытеснения индейского населения. В регионе проживает 22.507.099 человек или порядка 70 % населения Канады. Большая часть населения проживает в преимущественно англоязычном Онтарио (13 млн) и преимущественно франкоязычном Квебеке (7,5 млн человек). Около 50 % населения региона — англофоны, около 35 % — франкофоны, остальные 15 % — аллофоны. Дорожные знаки и различные вывески в Восточной Канаде в основном носят двуязычный характер.

## Крупнейшие агломерации
- Торонто (Онтарио; 5,583 млн)
- Монреаль (Квебек; 3,824 млн)
- Оттава-Гатино (Онтарио-Квебек; 1,236 млн)
- Квебек-Сити (Квебек; 765 тыс)
- Гамильтон (Онтарио; 721 тыс)
- Китченер (Онтарио; 477 тыс)
- Лондон (Онтарио; 474 тыс)
- Сент-Катаринс-Ниагара (Онтарио; 392 тыс)
- Галифакс (Новая Шотландия; 390 тыс)
- Ошава (Онтарио; 356 тыс)
- Уинсор (Онтарио; 319 тыс)

## Политические взгляды
Восточная Канада традиционно представляет собой оплот либерально-демократических сил. Партии националистического толка обнаруживаются в провинции Квебек. Наиболее известная среди них — Квебекская партия, главная цель которой — суверенитет Квебека.